# خاكي (سراب)
خاکي هي قرية في مقاطعة سراب، إيران. عدد سكان هذه القرية هو 1,355 في سنة 2006.